# عبد الرقيب فتح الأسودي
عبد الرقيب فَتْح الأَسْوَدِي سياسي يمني عُيَّنَ وزيراً لوزارة الإدارة المحلية في حكومة خالد بحاح بتاريخ 7 نوفمبر 2014م  وظل في منصبه حتى قدمت حكومة خالد بحاح استقالتها في 22 يناير 2015م، بعد انقلاب اليمن 2014م الذي قام به الحوثيون.